# Агрономійська сільська рада
Агрономі́йська сільська́ ра́да — орган місцевого самоврядування в Арбузинському районі Миколаївської області. Адміністративний центр — село Агрономія.

## Загальні відомості
- Населення ради: 1 255 осіб (станом на 2001 рік)

## Населені пункти
Сільській раді підпорядковані населені пункти:
- с. Агрономія
- с. Новий Ставок

## Склад ради
Рада складається з 16 депутатів та голови.
- Голова ради: Білокамінський Леонід Іванович
- Секретар ради: Пинзарь Оксана Миколаївна

### Керівний склад попередніх скликань
| ПІБ                            | Основні відомості                                                                       | Дата обрання | Дата звільнення |
| ------------------------------ | --------------------------------------------------------------------------------------- | ------------ | --------------- |
| Білокамінський Леонід Іванович | Сільський голова, 1964 року народження, освіта вища, член Соціалістичної партії України | 26.03.2006   | 31.10.2010      |
| Білокамінський Леонід Іванович | Сільський голова, 1964 року народження, освіта вища                                     | 31.10.2010   |                 |

Примітка: таблиця складена за даними джерела